# Dominikanklostret och kyrkan, Dubrovnik
Dominikanklostret och kyrkan (kroatiska: Dominikanski samostan i crkva) är ett romersk-katolskt kloster och klosterkyrka i Dubrovnik i Kroatien. Dominikanklostret och dess klosterkyrka (Sankt Dominicus kyrka) är belägen vid ringmuren i Gamla stans östra sida och uppfördes i etapper under 1300-1400-talet.
Ur ett historiskt och kulturellt perspektiv hör byggnadskomplexet till ett av de viktigaste i Dubrovniks historia. Flera lokala och internationella, i huvudsak italienska, arkitekter och konstnärer var verksamma vid dess tillkomst och utformning. Byggnadskomplexet bär stildrag från gotiken, renässansen och barocken och till klostrets innehav hör bland annat äldre målningar, inkunabler och handskrifter.

## Historia

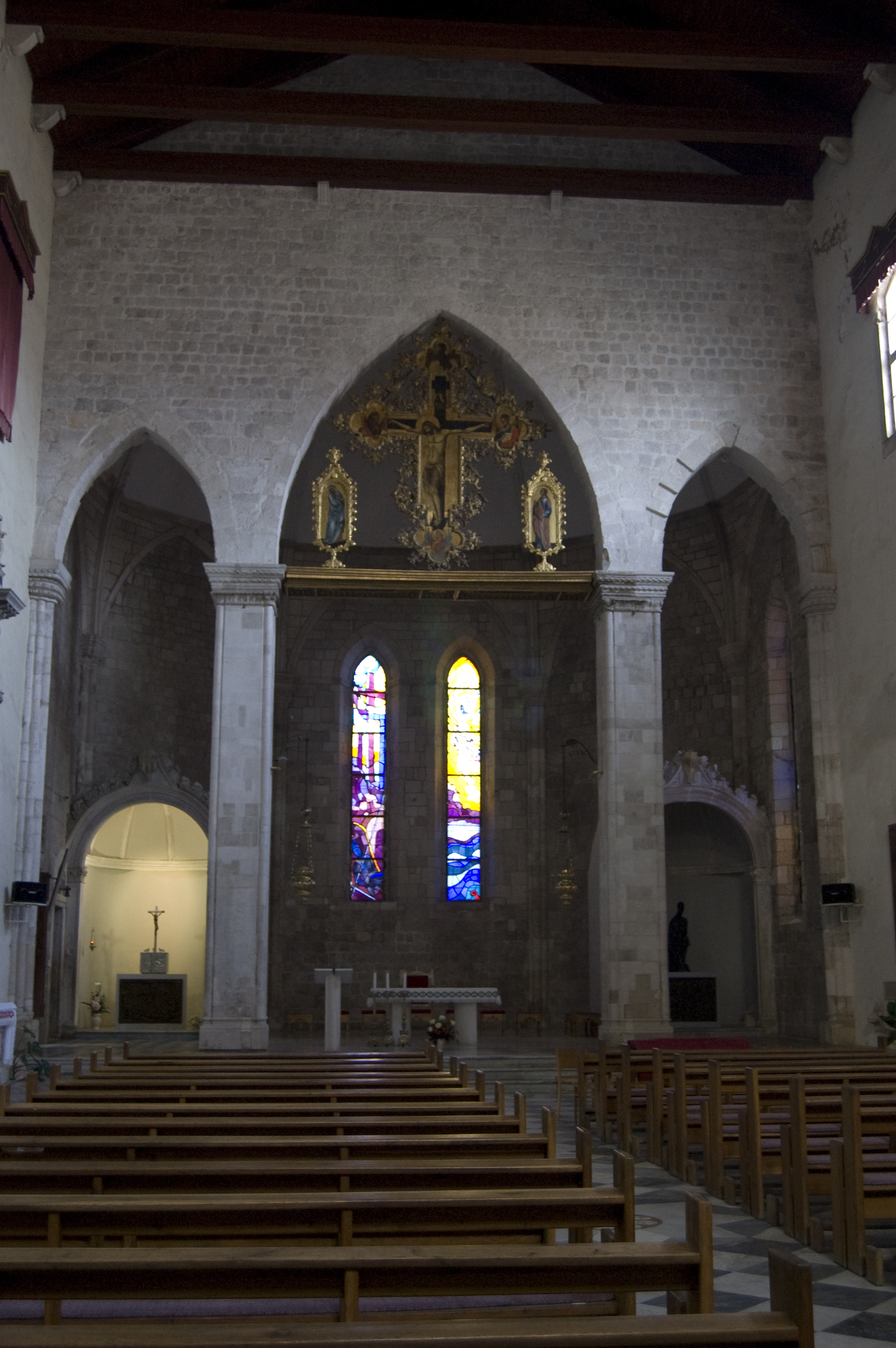
Sankt Dominicus-kyrkans interiör 2010.

Omkring 1225 etablerade sig Dominikanorden i republiken Dubrovnik. 1301 beslutade republikens regering att tillskjuta ekonomiska medel för uppförandet av dominikanernas kloster och klosterkyrka. Byggnadskomplexet uppfördes i etapper vid Pločeporten i den östra sidan av Dubrovnik. Det var inte tänkt att enbart tjäna som religiös byggnad utan även utgöra försvar vid en av stadens viktigaste och samtidigt svagaste punkter. Till en början låg byggnadskomplexet utanför ringmuren men det kom snart att integreras med stadens försvarsstruktur och därmed bilda en helhet med denna.
Klosterkyrkan uppfördes under 1300-talet och 1417 påbörjades uppförandet av klostret. Korsgången i gotisk stil, ett verk av Michelozzo di Bartolommeo, tillkom 1456-1483.

## Sankt Dominicus kyrka
1301 påbörjades arbetet med uppförandet av klosterkyrkan Sankt Dominicus kyrka (Crkva svetog Dominika). Kyrkan uppfördes med ett skepp och i gotisk stil.
I dess mittvalv finns en förgylld altartavla, troligtvis från 1350-1355, av den venetianske målaren Paolo Veneziano. Trappan med stenräcke som leder upp till kyrkans huvudentré och är utsmyckad med en skulptur föreställande sankt Dominicus är ett verk av den milanesiske arkitekten Bonino da Milano.

## Dominikanklostrets museum och bibliotek
Runt klostrets korsgång ligger salar som idag tillhör Dominikanklostrets sankt Dominicus museum (Muzej dominikanskog samostana svetog Dominika). I museets samlingar finns bland annat relikskrin, föremål av guld och silver samt målningar från 1400-1500-talet. Till samlingarna hör verk från Dubrovnikskolan som representeras genom målningar av Lovro Dobričević, Nikola Božidarević, Mihajlo Hamzić och de mer sentida konstnärerna Vlaho Bukovac och Ivo Dulčić. Den venetianska skolan och florentinska skolan representeras med målningar av Tizian, Lorenzo di Credi och Giorgio Vasari. Till museets reliker hör bland annat ben som påstås ha varit sankt Dominicus falang som förts från Bologna till Dubrovnik 1233 samt ett kors som tillhört den medeltida serbiske kungen Stefan Uroš III.
I Dominikanklostrets bibliotek finns 240 inkunabler och 220 handskrifter.

### Fotnoter
1. 1 2  Dubrovniks internationella universitet Arkiverad 24 juni 2012 hämtat från the Wayback Machine. (kroatiska)
2. 1 2 3  Croatia.hr - Kroatiens statliga turistförening (engelska)
3. 1 2 3 4 5  Museiska dokumentationscentret (kroatiska)
4. 1 2 3  Dubrovacka-biskupija.hr - Dubrovniks stifts officiella webbplats (kroatiska)
5. ↑  Dominikanci.hr Arkiverad 15 oktober 2014 hämtat från the Wayback Machine. - Kroatiska Dominikanordens officiella webbplats (kroatiska)
6. ↑  Dubrovnikcity.com (engelska)